# Bratr Zdislav
Bratr Zdislav je série knih s kriminální zápletkou od autorky Zuzany Koubkové, a zároveň hlavní postava, jímž je rytíř johanitského řádu bratr Zdislav (někdy zkráceně Zdík nebo pro svoji řádovou příslušnost oslovovaný jako johanita).
Romány však nejsou klasické detektivky s vyšetřovatelem v hlavní roli (ať již oficiálním nebo soukromým). Rytíř Zdislav je v roli správce části pozemků, které patří johanitskému řádu. Právě na těchto pozemcích či v jejich těsném sousedství se odehrává většina děje románů.
Ze své pozice správce hájí zájmy řádu a z postavení řádového rytíře dbá na spravedlnost (a obracejí se na něj i světští páni v sousedství pro jeho nestrannost, coby církevní osoby). Jeho role a postavení (není vyšetřovatelem v pravém slova smyslu) i dobové reálie středověkých Čech na počátku 14. století ovlivňují jak samotné zápletky, tak i způsob jejich řešení.
Jednotlivé romány na sebe navazují jen volně. Každý vypráví svůj vlastní příběh a navazují na sebe jen prostřednictvím rozvoje postav.

## Historické souvislosti
Děj série se odehrává v letech 1317 - 1320, je tedy situován do prvních let vlády tehdy ještě mladého krále Jana Lucemburského, do doby kdy Jindřich Korutanský se stále tituluje jako český král a ani Eliška Rejčka (v knihách nazývána Alžběta Rejčka), vdova po králi Václavovi II. a králi Rudolfovi I., se dosud nevzdala svých ambicí a jejíž vliv je posilován významným postavením jejího milence Jindřicha z Lipé.
Výsledkem je značně komplikovaná situace soupeřících klik a nejistoty, čí pravomoc je faktická a čí jenom formální, nebo v čích rukou se soustřeďuje větší moc v zemi. Je to doba příhodná pro podvody, loupení a dokonce i vraždy. A v ní žije řádový rytíř, který musí čelit nešvarům doby i vlastní minulosti.

## Díly série
- Ztracený templářský poklad, Brno: MOBA 2015.
- Znesvěcený hrob,Brno: MOBA 2015.
- Záhada zlatodolu, Brno: MOBA 2017.
- Zabitý před klášterem, Brno: MOBA 2018.
- Zlatá růže, Brno: MOBA 2019.
- Zázračný medailon, Brno: MOBA 2020.

## Hlavní postava
Zdislav se narodil roku 1284 jako levoboček, což do značné míry předurčilo jeho budoucí život a tedy i vstup do rytířského řádu v roce 1297 a složení věčných slibů o osm let později. Nestal se však členem johanitského řádu, nýbrž vstoupil do řádu templářského.
Po vyhrocení sporu mezi templáři a francouzským králem Filipem IV. roku 1307 se ocitl ve složité situaci. Během své cesty za hranicemi Českého království byl v Mohuči zatčen. Ale protože mimo Francii byl postup proti templářům spíše vlažný, byl Zdislav už roku 1308 propuštěn.
Po pádu templářského řádu se před ním otevíraly jen dvě možnosti, nicméně před obyčejným životem (který by jako levoboček měl komplikovaný) dal přednost přestupu k řádu johanitů (kterému byly přisouzeny majetky a statky zrušeného řádu). Ve strakonické komendě, kde pobýval od roku 1309 a kde obnovil své sliby v novém řádu, byl však pro svůj templářský původ objektem posměchů a přezírání od většiny řádových bratří.
To se změnilo, když byl roku 1317 odeslán převzít správu nad johanitskou komendou v Uhříněvsi (tím ostatně začíná první román Ztracený templářský poklad). Původně se jednalo o templářskou komendu a místo Zdislavova mládí v řadách templářského řádu. Díky mnoha letům, které od té doby uplynuly, si jej nikdo z místních nespojil s dřívějším působením templářů. Zdislav se tak vymanil ze stínu templářské minulosti a z předsudků a podezření z kacířství z toho plynoucích. A právě tam začal čelit různým nešvarům doby, loupení a dokonce i vražd.
I když složil slib celibátu (součást řádových slibů), za svůj život jej několikrát porušil. To se mimo jiné stalo i příčinou, proč byl po několika letech úspěšného působení v Uhříněvsi a jejím okolí přeložen preceptorem řádu Bertholdem z Hennebergu do jižních Čech, kde se odehrává pátý Zdislavův příběh Zlatá růže.